# Kiko Kawashima
Prinses Kiko (Japans: 文仁親王妃紀子 ; Fumihito Shinnōhi Kiko) (Shizuoka, 11 september 1966) is de echtgenote van prins Akishino, de tweede zoon van keizer Akihito en keizerin Michiko van Japan. Zij was de tweede burger ooit die trouwde met een lid van de keizerlijke familie. Haar schoonmoeder, de vorige keizerin, was in 1959 de eerste die dit deed.

## Biografie

### Opvoeding en studie
Kiko werd geboren in Shizuoka, Japan, als de oudste dochter van Kazyuo en Kawashima Tatsuhiko. Haar vader doceerde economie aan de Gakushuin Universiteit. Haar vrienden en familie noemden haar tijdens haar kinderjaren Kiki.
Zij groeide op in de Verenigde Staten, waar haar vader toentertijd werkzaam was aan de Universiteit van Pennsyvania. Kiko volgde de basis- en middelbare school in Wenen. Zij was hier eerder naartoe verhuisd vanwege het werk van haar vader aan de IIASA in Laxenburg. Hier leerde zij vloeiend Engels en Duits spreken. Aan de Gakushuin Universiteit studeerde zij psychologie, waarin zij in 1995 haar doctoraat behaalde.

### Huwelijk

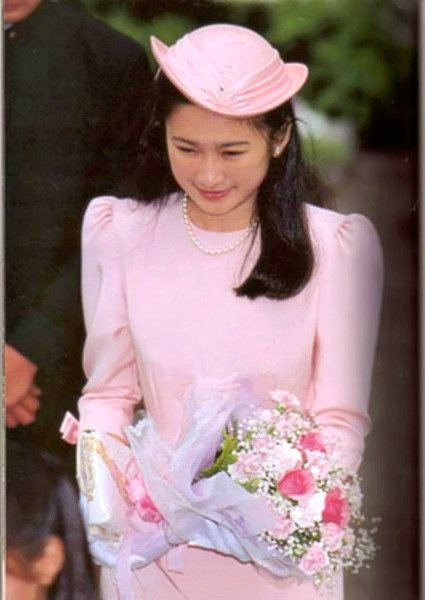
Kiko tijdens haar huwelijk met Prins Akishino in 1990.

Prins Akishino vroeg Kiko ten huwelijk op 26 juni 1986, toen zij beiden aan de Gakashuin Universiteit studeerden. Drie jaar later maakte de Keizerlijke Huishouding bekend dat zij waren verloofd. Het huwelijk vond plaats in het Keizerlijk Paleis van Tokio op 29 juni 1990. Hierbij kreeg zij de titel Hare Keizerlijke Hoogheid Prinses Akishino.
De verloving en het huwelijk van prins Akishino en Kiko was bijzonder omdat werd afgeweken van enkele tradities. Ten eerste trouwde de bruidegom eerder dan zijn broer, Naruhito. Verder was Kiko de eerste die als gewoon burger introuwde in de keizerlijke familie (hoewel keizerin Michiko ook als burger werd geboren, was zij afkomstig uit een welgestelde familie). Bijzonder was ook dat het huwelijk volgde op een romance, in plaats van dat er een gearrangeerd huwelijk plaats zou vinden.

### Carpaletunnelsyndroom
De prinses lijdt aan het carpaletunnelsyndroom. Haar doktoren gaven op 14 december 2007 aan dat dit syndroom veel voorkomt onder vrouwen van middelbare leeftijd. De klachten verergerden na de geboorte van haar kinderen.

## Gezin
Prins Akishino en prinses Kiko wonen sinds 1997 samen met hun kinderen op het Akasaka Paleis in Motoakasaka (Minato te Tokio). Samen hebben zij twee dochters en een zoon:
- Mako Komuro (小室眞子 ; Komuro Mako, geboren: 23 oktober 1991)
- Prinses Kako (佳子内親王 ; Kako naishinnō, geboren: 29 december 1994)
- Prins Hisahito (悠仁親王 ; Hisahito shinnō, geboren: 6 september 2006)

## Goede doel
Prinses Kiko houdt zich bezig met de dovencultuur in Japan. Zij leerde Japanse gebarentaal spreken en is een geoefend gebarentolk. Elk jaar woont zij in augustus de Gebarentaalwedstrijd voor Middelbare School-studenten bij. In december is zij jaarlijks aanwezig bij een samenkomst van moeders van kinderen met gehoorproblemen. In oktober 2008 nam zij deel aan de 38ste Nationale Dove Vrouwen Bijeenkomst.
Als beschermvrouwe is zij verbonden aan het Japanse Tuberculosefonds. Zij nam deze rol in 1994 over van prinses Chichibu. Daarnaast is zij actief voor het Japanse Rode Kruis.

## Bezoeken en relaties
Zij vergezelt haar echtgenoot bij een grote verscheidenheid van activiteiten en evenementen in Japan. Hieronder zijn onder meer de nationale Zomer- en Wintersportfestivals, Nationale Boomfeestdag en afstudeerbijeenkomsten. Het koppel ontvangt en bezoekt regelmatig overzeese relaties, met als doel het verstevigen van diplomatieke betrekkingen.
In 2002 waren de prins en de prinses de eerste leden van de keizerlijke familie, die een bezoek brachten aan Mongolië. Dit bezoek vond plaats vanwege de 30ste verjaardag van de diplomatieke betrekkingen tussen deze landen. In 2003 waren zij de eerste leden van de keizerlijke familie die Fiji, Tonga en Samoa bezochten.
Begin 2005 brachten de prins en prinses Kiko een bezoek aan groothertogin Josephine Charlotte van Luxemburg. Ter gelegenheid van de viering van 50 jaar diplomatieke betrekkingen tussen Japan en Indonesië bezochten zij dit land in 2006. Van oktober tot november van 2006 waren zij aanwezig bij de herdenking van de Japanse diaspora naar Paraguay.

### Relatie met de Nederlandse koninklijke familie
Het prinselijk paar heeft goede betrekkingen met het Nederlandse koninklijk huis. Na het overlijden van prins Claus in 2002 brachten de prins en de prinses een bezoek aan Nederland. Hier woonden zij de uitvaart van de prins bij. In 2004 waren zij aanwezig bij de uitvaart van prinses Juliana.